# Шмидтсдорф, Бруно
Бру́но Ро́бертович Шми́дтсдорф (Шми́цдорф) (нем. Bruno Schmidtsdorf; 8 июня 1908, Эберсвальде — 28 февраля 1938, Бутовский полигон) — немецкий и советский актёр, музыкант. Жертва политических репрессий в СССР.

## Биография
Родился в Эберсвальде в рабочей семье. Окончил 8-летнюю народную школу, некоторое время был безработным.
Сценическую деятельность начал в агитпропгруппе немецких коммунистов «Колонна Линкс» (нем. Kolonne Links); группа выступала с агитационными театральными представлениями — политическими ревью в различных городах Германии и проводила сбор пожертвований для Международной рабочей помощи. На сцене выступал как актёр и музыкант-барабанщик. В  начале 1931 года в составе агитгруппы побывал в СССР с четырехнедельной поездкой, которой группа была премирована Международной рабочей помощью за вербовку 16 тысяч новых членов в ряды организации. После возвращения в Германию выступления агитгруппы в стране были отменены в силу действия указа рейхспрезидента от 28 марта 1931 года о борьбе с политическими беспорядками.
В 1931 году Шмидтсдорф и пять участников группы «Колонна Линкс» эмигрировали в СССР. Из Бремерхафена они на пароходе добрались до Владивостока, затем поездом по Транссибирской магистрали в октябре 1931 года прибыли в Москву, по пути выступали с номерами своей программы. В Москве работал учеником на фабрике, участвовал в постановках театра немецких эмигрантов «Левая колонна», руководимого Густавом фон Вангенхаймом.
В 1934 году дебютировал в кино, сыграл эпизодическую роль в фильме Владимира Брауна «Королевские матросы». С 1935 года работал по договору с киностудией «Межрабпомфильм».
После ликвидации «Межрабпомфильма» короткое время работал на киностудии «Союздетфильм», затем — по договору на Киевской кинофабрике «Украинфильм». Снялся в массовых сценах в кинофильмах «Окраина», «Восстание рыбаков», «Шёл солдат с фронта», «Щорс». В середине 30-х годов получил советское гражданство.
Арестован 5 февраля 1938 года, обвинён в принадлежности к «контрреволюционной фашистской шпионской организации „Гитлер Югенд“». Приговорён 20 февраля 1938 года Комиссией НКВД СССР и Прокурора СССР по статьям 58-6, 58-11 УК РСФСР к ВМН. Расстрелян 28 февраля 1938 года. Место захоронения — Бутовский полигон. Реабилитирован 28 июля 1958 года Военным трибуналом Московского военного округа.
Стенд о Бруно Шмидтсдорфе был представлен на передвижной немецко-российской выставке (2013—2014), посвященной судьбе немецких политэмигрантов, приехавших в Советский Союз в 30-е годы и подвергшихся там политическим репрессиям.

### Семья
- жена —  Лина Давыдовна Гейман (1912—?), администратор театра, осуждена 26 июня 1936 года Особым совещанием при НКВД СССР, сослана в Оренбург. Освобождена в 1939 году[27][28].

## Фильмография
- 1934 — Королевские матросы
- 1936 — Ай-Гуль — Пограничник
- 1936 — Борцы / Kämpfer — Фриц Лемке

## Комментарии
1. ↑  В  газете «Der Tagesspiegel» за 14 марта 2002 года указывалось, что перед арестом Шмидтсдорфа руководители Коммунистической партии Германии В. Пик, В. Ульбрихт и Г. Венер дали согласие на его исключение из партии[16]. Согласно другим источникам, Шмидтсдорф был беспартийным[2][17].